# Chrystian Brunszwicki

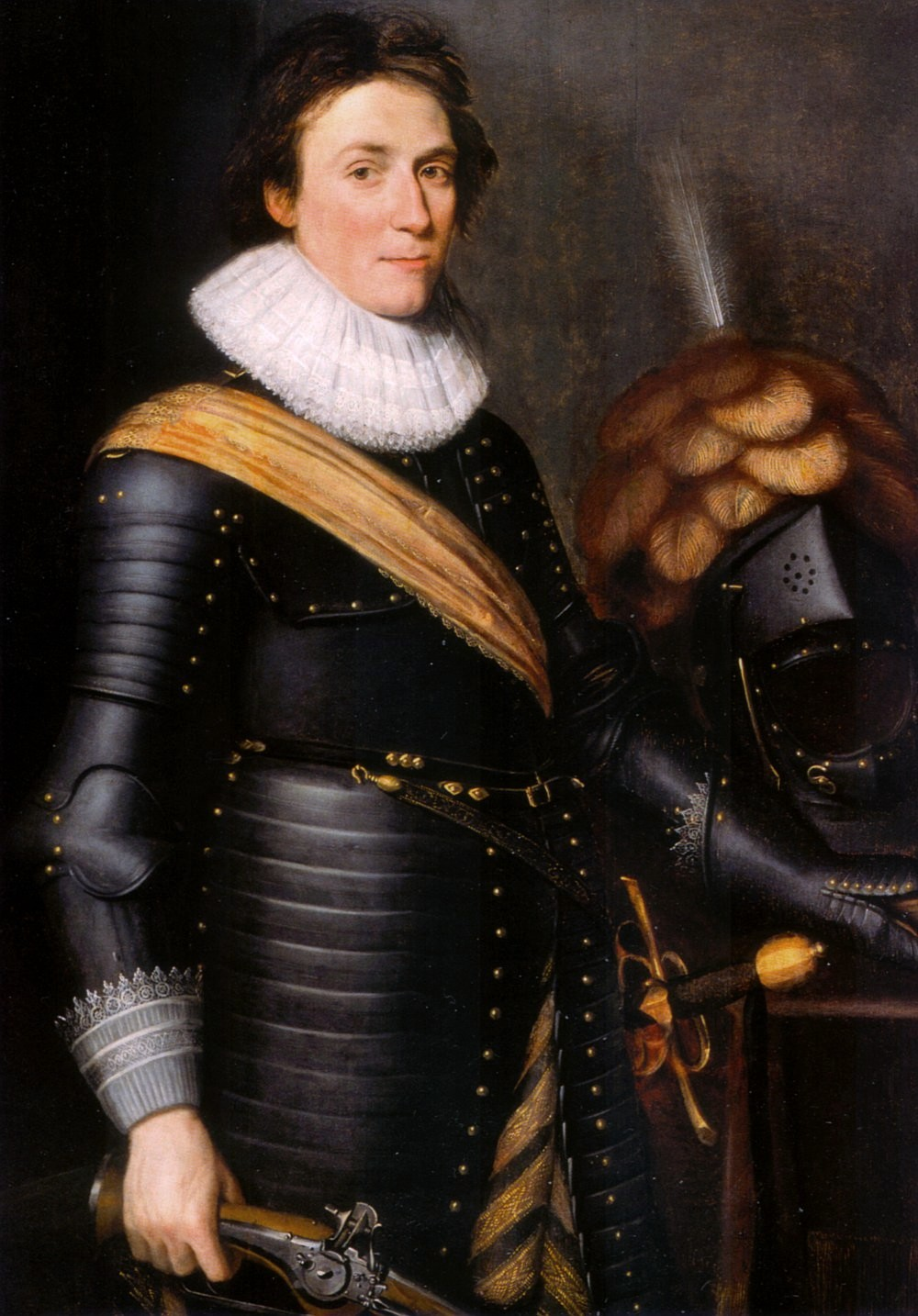
Portret Chrystiana Brunszwickiego.
Jan Anthonisz van Ravesteyn, 1620.

Chrystian Młodszy (ur. 20 września 1599, zm. 16 czerwca 1626) – książę Brunszwiku-Lüneburga, administrator diecezji Halberstadt (1616-1623), był niemieckim wodzem sił protestanckich podczas wojny trzydziestoletniej. Zdobył sobie sławę wyjątkowego fanatyka religijnego.

## Życie
Chrystian urodził się w Groningen jako trzeci syn Henryka Juliusza, księcia Brunszwiku-Lüneburga. Po śmierci ojca wychowywany był przez brata swej matki, króla Danii Chrystiana IV, a następnie wstąpił na uniwersytet w Helmstedt. W 1616 zmarł jego brat Rudolf, biskup Halberstedt. Chrystian został wybrany na jego następcę. Nowa pozycja dostarczyła mu koniecznych środków finansowych dla rozpoczęcia kariery wojskowej. W 1621 Chrystian dołączył do armii Maurycego Orańskiego i walczył w Niderlandach przeciw armii hiszpańskiej. Później wystawił swą własną armię i przyłączył się do elektora Palatynatu Fryderyka V. Stoczył trzy bitwy: pod Höchst (1622), pod Fleurus (1622) i pod Stadtlohn (1623). Brał udział w licznych grabieżach i pożarach od granicy francusko-niemieckiej po Niderlandy. Chrystian w pierwszych dwóch bitwach walczył wspólnie z Mansfeldem. Poniósł dwie porażki w starciu w siłami dowodzonymi przez hrabiego Johana von Tilly: pod Höchst i pod Stadtlohn. Głównym sukcesem Chrystiana była bitwa pod Fleurus, gdzie jego czyny doprowadziły do uwolnienia protestanckiej twierdzy Bergen op Zoom.
Uwielbiający walkę kawaleryjską Chrystian zyskał sobie reputację wodza gwałtownego i okrutnego, szczególnie przeciwko kościołowi katolickiemu. Jego katoliccy przeciwnicy jego nazwali go der Tolle (szalony). Chrystian zmarł w 1626 bezdzietnie z ran zadanych mu w bitwie.

## Kampania 1622-23
W 1621 Chrystian należał do ludzi którzy wciąż popierali elektora Palatynatu Fryderyka V, znanego królem zimowym, panującego w Czechach do bitwy na Białej Górze. Fryderyk nadal był liderem protestanckiego oporu, mającego swe korzenie w stłumionym Czeskim Powstaniu z 1618. Co przyciągnęło Chrystiana do walki jest sprawą dyskusyjną, lecz może to mieć coś wspólnego z faktem, że jeszcze przed kampanią oznajmił rycerską miłość dla żony Fryderyka V Elżbiety, córki króla Anglii Jakuba I, a który w tym momencie wojny wysłał kilka tysięcy żołnierzy pod wodzą Horacego Vere’a do Palatynatu.
W końcu 1621 powiększył swą armię do 10 tys. żołnierzy, z którymi przezimował w Westfalii, zagarniając wielkie skarby z diecezji biskupstwa Münster i Paderborn. Działania wojenne Chrystiana zaczęły się w 1622 gdy Ernst von Mansfeld zaczął organizować swe siły i wyrażał zainteresowanie w połączeniu swych sił z wojskami Chrystiana, szczególnie gdy jego sojusznik margrabia badeński Jerzy Fryderyk doznał ciężkiej klęski w bitwie pod Wimpfen.
Razem z Mansfeldem zostali dopadnięci pod Höchst 22 czerwca 1622, i chociaż Chrystian został zdecydowanie pobity, zdołał jednak ujść z większością swojej armii pomimo tego, że przeprawiać się musiał przez rzekę pod zmasowanym ogniem, gdzie stracił wszystkie tabory. Nowo utworzona armia protestancka wkroczyła do Alzacji, opuszczając Heidelberg, stolicę Palatynatu, by w sierpniu 1622 wpaść na hrabiego von Tilly, co zdecydowało o zakończeniu udziału w wojnie elektora Fryderyka V. Po splądrowaniu i spustoszeniu Alzacji, Chrystian z Mansfeldem przesunęli swe siły na północ do księstwa Lotaryngii, a dowiedziawszy się o oblężeniu twierdzy Bergen op Zoom przez armię Tilly’ego, ruszyli na odsiecz. Po drodze zmuszeni zostali do walki pod Fleurus (29 sierpnia 1622) i w środku bitwy, Chrystian zademonstrował swoją dobrze znaną odwagę i nieugiętość, prowadząc 4 nieudane szarże kawalerii na hiszpańskie linie dowodzone przez de Córdobę. Na koniec doszło do piątej szarży, w której protestanccy jeźdźcy przełamali Hiszpanów i otworzyli drogę dla protestanckiej odsieczy twierdzy Bergen op Zoom, której oblężenie zakończyło się w październiku.
Stało się to kosztem większości piechoty Chrystiana i jego ramienia. Tuż po tym zwycięstwie, Chrystian spędził zimę 1622-1623 w hiszpańskich Niderlandach wypoczywając i powiększając swą armię do stanu 15000 żołnierzy wiosną 1623.
Wiosna 1623 widziała plan pomiędzy Chrystianem, Mansfeldem i wodzem węgierskim Gaborem Bethlenem, oraz jego sojusznikiem hrabią Thurn, mający na celu odzyskanie Czech dla Protestantów. Kampania kulała od samego początku, gdy hrabia von Tilly otrzymał wiadomości o ruchach wojsk i zajął pozycje w Dolnej Saksonii, przechwytując raporty idące od Mansfelda do Chrystiana i informujące o kłopotach finansowych Mansfelda, który nie miał czym płacić swojej armii. Opuszczony Chrystian został sam na północy, ponownie w obliczu przeciwnika znacznie przewyższającego go liczebnością swych wojsk. Do tego armia Tilly’ego była lepiej wyszkolona i zdyscyplinowana, podczas gdy Chrystian miał wielu żołnierzy ze świeżych zaciągów, jakich dokonywał przez ostatnie miesiące.
Chrystian postanowił wycofać się i schronić w Zjednoczonych Prowincjach. Jednak został prześcignięty i wymanewrowany na 10 mil przed granicą holenderską. Pomimo swej osobistej dzielności został zdecydowanie pobity w bitwie pod Stadtlohn 6 sierpnia 1623. Stracił całą swą armię (z 15 tys. ludzi zostało u jedynie 2 tys.). Załamany, uciekł z resztkami swojej armii do Hagi.

## Porażka i śmierć
Porażka Chrystiana oznaczała koniec Okresu Palatynackiego wojny trzydziestoletniej, i w ogóle koniec protestanckiej rebelii. Trzy dni po bitwie pod Stadtlohn, Fryderyk V podpisał rozejm z cesarzem Ferdynandem II, kończąc dotychczasowy opór przeciw nadchodzącej dominacji katolicyzmu na obszarze Świętego Cesarstwa. Mansfeld wkrótce potem rozpuścił swą armię nad Renem, której członkowie udali się potem na służbę do armii duńskiej, holenderskiej i angielskiej. Wkrótce Chrystian, Mansfeld i król Danii Chrystiana IV ułożyli nowy plan. Chrystian z Mansfeldem przenieśli się z Holandii do Danii, gdzie Chrystian otrzymał poważne wsparcie finansowe. Wkrótce otrzymał rozkaz wymarszu do Nadrenii, lecz gdy podjął się nowej misji szybko został zahamowany przez Tilly’ego w Hesse. Zamiast walczyć, postanowił się wycofać. Ciężko raniony na początku kampanii, zmarł w Wolfenbüttel 16 czerwca 1626 w wieku 26 lat.